# Jajur
Jajur (in armeno Ջաջուռ?) è un comune di 824 abitanti (2001) della provincia di Shirak in Armenia.